# علم إيطاليا
أعتمد علم جمهورية إيطاليا بشكله الحالي في 19 حزيران - يونيو من سنة 1946 وأعتمد رسميا في 1 كانون الثاني - يناير من سنة 1948 والعلم الإيطالي مستوحى من العلم الفرنسي ومقسم بشكل عمودي إلى ثلاثة ألوان هي الأخضر، الأبيض والأحمر.

## معنى ألوان العلم
- الأخضر: يرمز إلى السهول والتلال.
- الأبيض: يرمز إلى الثلوج التي تغطي جبال الألب.
- الأحمر: يرمز إلى الدماء التي سالت من أجل البلاد.

## أعلام سابقة

علم جمهورية كيسبادان (بالإيطالية: Repubblica Cispadana)‏ مابين عامي 1796 - 1797.
علم الجمهورية الألبية مابين عامي 1797 - 1802.
علم جمهورية إيطاليا تحت حكم الإمبراطور الفرنسي نابليون بونابرت مابين عامي 1802 - 1805.
علم مملكة إيطاليا تحت حكم الإمبراطور الفرنسي نابليون بونابرت مابين عامي 1805 - 1814.
علم مملكة إيطاليا مابين عامي 1861 - 1946.
العلم الحربي تحت الحكم الفاشي.

## أوجه التشابه مع الأعلام الأخرى

المقارنة بين العلمين المتشابهين الإيطالي والمكسيكي

ينتمي العلم الوطني الإيطالي إلى عائلة الأعلام المشتقة من علم فرنسا ثلاثي الألوان، مع كل المعاني المرتبطة، كما ذكرنا، بالمثل العليا الثلاثة للثورة الفرنسية (الحرية والمساواة والأخوة).
نظرًا للترتيب المشترك للألوان، يبدو للوهلة الأولى أن الاختلاف الوحيد بين العلمين الإيطالي والمكسيكي هو شعار المكسيك الموجود في الأخير فقط؛ في الواقع، يستخدم العلم الإيطالي ثلاثي الألوان ظلالًا أفتح من اللونين الأخضر والأحمر، وله نسب مختلفة عن العلم المكسيكي - تلك الخاصة بالعلم الإيطالي تساوي 2:3، بينما تساوي نسب العلم المكسيكي 4:7. أثار التشابه بين العلمين مشكلة خطيرة في النقل البحري، نظرًا لأن العلم التجاري المكسيكي كان في الأصل خاليًا من الأسلحة وبالتالي كان مطابقًا للعلم الجمهوري الإيطالي ثلاثي الألوان لعام 1946؛ لتجنب الإزعاج، بناءً على طلب المنظمة البحرية الدولية، تبنت كل من إيطاليا والمكسيك أعلامًا بحرية بشعارات مختلفة.
كما أن العلم الإيطالي يشبه علم جمهورية أيرلندا إلى حد كبير بسبب التصميم الإيطالي، باستثناء اللون البرتقالي بدلاً من الأحمر (على الرغم من أن الظلال المستخدمة لهذين اللونين متشابهة جدًا) والنسب (2:3 مقابل 1:2).

علم جمهورية أيرلندا

يحمل علم المجر نفس ألوان العلم الإيطالي، ولكن على العلم المجري، يتم ترتيب مزيج من ألوان الأحمر والأبيض والأخضر بشكل أفقي. وهناك علم آخر مشابه لونيًا للعلم الإيطالي وهو علم بلغاريا؛ وعلى غرار العلم المجري، يحتوي العلم البلغاري على الألوان الثلاثة الأبيض والأخضر والأحمر (بدءًا من الأعلى) في خطوط أفقية، وبالتالي في هذه الحالة أيضًا لا يوجد لبس مع العلم الإيطالي.
العلمان المشابهان لعلم المجر هما علم إيران وعلم صوماليلاند، ولكن بعكس اللونين الأحمر والأخضر مكان بعضهما البعض. وفي علم مدغشقر، يكون اللونان الأحمر والأخضر في شريطين أفقيين بينما يكون اللون الأبيض في شريط عمودي. علم سلطنة عمان يشبه علم بلغاريا ولكن بعكس اللونين الأخضر والأحمر مكان بعضهما البعض (قد يكون علم سلطنة عمان مشابهًا أيضًا لعلم المجر ولكن بعكس اللونين الأحمر والأبيض مكان بعضهما البعض)، بينما يشبه علم طاجيكستان العلم المجري، ولكن مع إضافة تاج يعلوه قوس من سبعة نجوم باللون الذهبي إلى الشريط المركزي الأبيض، وكذلك مع اختلاف تناسب الألوان الثلاثة بين العلمين الطاجيكي والمجري.
وأخيرًا، تُقدم مجموعات أخرى من الألوان الثلاثة، أعلام مدغشقر وسورينام وبوروندي. علم سورينام له تركيبة محددة للغاية من الأشرطة ثلاثية الألوان الأفقية: الشريط المركزي الأحمر (المحمل بنجمة ذهبية) ويحيط به أشرطة بيضاء وخضراء. بدلاً من ذلك، يحتوي علم بوروندي على صليب القديس أندراوس باللون الأبيض يقسم القماش إلى أربعة أقسام مثلثة؛ القسمان العلوي والسفلي لونهما أحمر والقسمان الأيسر والأيمن لونهما أخضر.